# Бельвю (Пенсільванія)
Бельвю (англ. Bellevue) — місто (англ. borough) в США, в окрузі Аллегені штату Пенсільванія. Населення — 8311 особа (2020).

## Географія
Бельвю розташований за координатами 40°29′38″ пн. ш. 80°3′19″ зх. д. / 40.49389° пн. ш. 80.05528° зх. д. (40.493950, -80.055342).  За даними Бюро перепису населення США в 2010 році місто мало площу 2,91 км², з яких 2,61 км² — суходіл та 0,29 км² — водойми.

## Демографія
Згідно з переписом 2010 року, у селищі мешкало 8370 осіб у 4235 домогосподарствах у складі 1824 родин. Густота населення становила 2878 осіб/км².  Було 4703 помешкання (1617/км²).
Расовий склад населення:
| - 86,8 % — білих - 8,9 % — чорних або афроамериканців - 1,1 % — азіатів - 0,1 % — корінних американців |

До двох чи більше рас належало 2,6 %. Частка іспаномовних становила 1,9 % від усіх жителів.
За віковим діапазоном населення розподілялося таким чином: 17,6 % — особи молодші 18 років, 70,8 % — особи у віці 18—64 років, 11,6 % — особи у віці 65 років та старші. Медіана віку мешканця становила 37,3 року. На 100 осіб жіночої статі у селищі припадало 90,9 чоловіків;  на 100 жінок у віці від 18 років та старших — 88,2 чоловіків також старших 18 років.
Середній дохід на одне домашнє господарство  становив 51 252 долари США (медіана — 39 877), а середній дохід на одну сім'ю — 69 130 доларів (медіана — 56 230). Медіана доходів становила 40 581 долар для чоловіків та 36 570 доларів для жінок. За межею бідності перебувало 15,8 % осіб, у тому числі 19,4 % дітей у віці до 18 років та 19,3 % осіб у віці 65 років та старших.
Цивільне працевлаштоване населення становило 4951 особа. Основні галузі зайнятості: освіта, охорона здоров'я та соціальна допомога — 28,0 %, роздрібна торгівля — 17,6 %, мистецтво, розваги та відпочинок — 12,4 %, науковці, спеціалісти, менеджери — 10,9 %.